# Operazione Magistral
L'operazione Magistral (in russo operacija Magistral′) venne condotta dall'Armata Rossa in cooperazione con l'esercito della Repubblica Democratica dell'Afghanistan dal novembre 1987 al gennaio 1988, nell'ambito della guerra in Afghanistan (1979-1989), contro le forze mujaheddin che assediavano la guarnigione di Khowst e occupavano la strada per Gardez; l'operazione fu un successo e raggiunse tutti i suoi obiettivi, ma il fine ultimo non era che quello di garantire una via di ritirata per le forze sovietiche stanziate nel sud-est del paese, e non appena queste ripiegarono le posizioni catturate tornarono in mano ai guerriglieri.

## Svolgimento dell'operazione
Per l'operazione Magistral, la più grande operazione di salvaguardia dei convogli della guerra in Afghanistan (1979-1989), l'Armata Rossa sovietica mise in campo, sotto la 40ª Armata, la 108ª Divisione fucilieri motorizzati, la 103ª Divisione aerotrasportata della Guardia, 56ª Brigata d'assalto aereo, il 345º Reggimento paracadutisti e il 191º Reggimento autonomo fucilieri motorizzati; l'esercito della Repubblica Democratica dell'Afghanistan (RDA) dispiegò l'8ª, 11ª, 12ª, 14ª e 25ª Divisione fanteria, la 15ª Brigata corazzata e un reggimento di commando. Ad ogni divisione e reggimento venne assegnata un'area di competenza dove pacificare le forze dei mujaheddin, mentre l'aviazione venne messa in allerta per rispondere prontamente ad ogni richiesta di intervento avanzata dalle truppe di terra.
Trascorsero molti giorni dall'inizio dell'operazione (20 novembre 1987) al movimento della prima colonna di mezzi diretti verso la base assediata di Khowst, durante i quali le unità sul campo rinforzarono le proprie posizioni organizzando al contempo eventuali missioni da mettere in pratica ed organizzando ricognizioni. Dove vennero scoperti i mujaheddin, questi vennero sconfitti o costretti alla ritirata grazie ad attacchi a sorpresa o ad attacchi dell'aviazione.
L'operazione sovietico/afghana terminò il 21 gennaio 1988 con un successo: la guarnigione di Khowst fu liberata, i mujaheddin scacciati dalla strada per Gardez e venne stabilita una via di ritirata per le forze sovietiche stanziate nel sud-est del paese. Tuttavia, non appena l'Armata Rossa ripiegò, le posizioni catturate tornarono in mano ai guerriglieri.